# Richard Ciamarra
Richard Ciamarra (* 13. November 1998 in Pelham, New York) ist ein US-amerikanischer Tennisspieler.

## Karriere
Ciamarra spielte selten ohne viel Erfolg auf der ITF Junior Tour.
Von 2018 bis 2022 studierte er – zunächst an der University of Notre Dame, von wo er 2021 an die University of Texas at Austin wechselte. An beiden Hochschule spielte er College Tennis. 2022 konnte er dort die NCAA Division I Tennis Championships an der Seite von Cleeve Harper gewinnen. Durch den Sieg wurde ihm eine Wildcard für die Infosys Hall of Fame Open in Newport zuerkannt. Im Doppel schied er dort zum Auftakt an der Seite von Sam Querrey aus. Das einzige andere Turnier, in dem Ciamarra spielte, war der Mixed-Wettbewerb der US Open, an dem er erneut mit einer Wildcard an den Start ging. Mit Jaeda Daniel als Partnerin war abermals nach der ersten Runde Schluss. Da er sonst keine Turniere spielte, ist Ciamarra ohne Punkte oder Platzierung in der Tennisweltrangliste.